# Гатри, Джанет
Джанет Гатри (англ. Janet Guthrie; род. 7 марта 1938, Айова-Сити, Айова, США) — американская профессиональная автогонщица. Первая женщина, конкурировавшая наравне с мужчинами в гонках 500 миль Индианаполиса и Daytona 500.

## Биография
Родилась 7 марта 1938 года в городе Айова-Сити, штат Айова.
Работала инженером в аэрокосмической отрасли, а после окончания Мичиганского университета работала в корпорации Republic Aviation.
Выступать в гонках начала периодически в 1963 году в клубе Sports Car Club of America (SCCA) на автомобиле Jaguar XK140. К 1972 году она выступала уже на постоянной основе. В 1976 году на 600-мильной гонке World 600 Гатри финишировала 15-й, став первой женщиной, которая участвовала в кольцевой гонке NASCAR — Winston Cup. В сезоне этого же года участвовала еще в четырех гонках. В следующем сезоне она приняла участие в своем первом соревновании Daytona 500, заняв 12-е место, когда двигатель ее автомобиля взорвался за десять кругов до окончания гонки, но она стала лучшим новичком гонки.

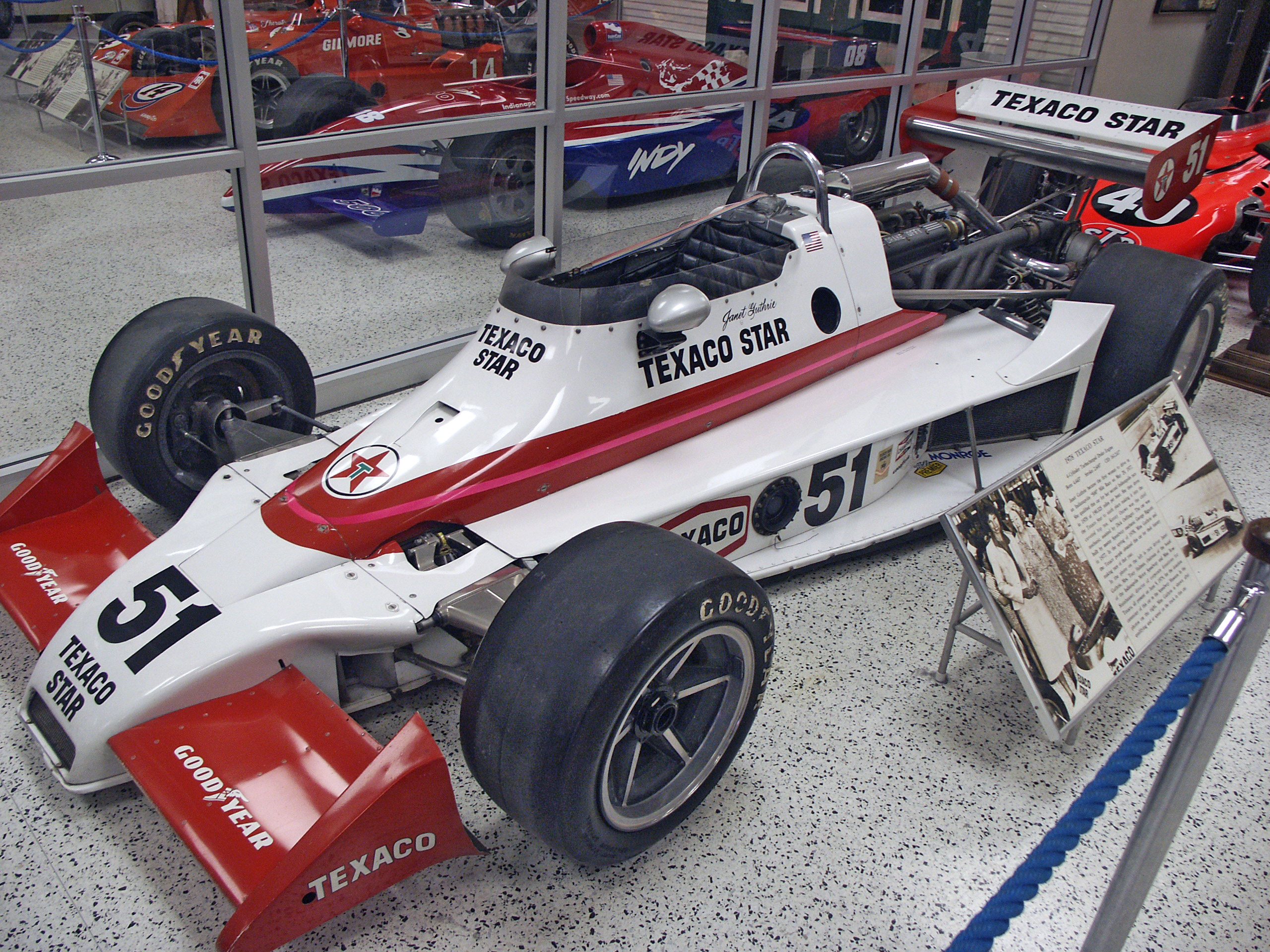
Автомобиль Wildcat 3-DGS, на котором Гатри заняла 9-е место в 1978 году в Индианаполисе 500.

Затем Джанет Гатри выступила в 33 гонках в NASCAR в течение четырех сезонов. Её наивысшим результатом стало шестое место в Бристоле, штат Теннесси, в гонке Bristol Motor Speedway в 1977 году, что является лучшим финишем женщин в гонках NASCAR. В 1977 году соревновалась в Indianapolis 500, но финишировала 29-й с проблемами в двигателе. В этом же соревновании 1978 года она заняла девятое место. В целом, она участвовала в 11 соревнованиях IndyCar с лучшим финишем на пятом месте. Однако, в основном из-за ее пола, она не смогла получить финансирование через корпоративное спонсорство и была вынуждена уйти из гонок на пенсию.
В 1979 году был выпущен набор коллекционных карточек Supersisters, на одной из которых было имя и фотография Гатри. Её шлем и гоночный костюм можно увидеть в Смитсоновском институте, она стала одним из первых членов, избранных в Международный зал славы женского спорта. 27 апреля 2006 года она была введена в Международный зал славы автоспорта. 
Написанная в 2005 году Джанет Гатри автобиография Janet Guthrie: A Life at Full Throttle — получила критическую оценку в таких публикациях, как Sports Illustrated.
Гатри вышла в 1989 году замуж за пилота Уоррена Левина (Warren Levine); он умер в 2006 году.